# Эмануэль, Николай Маркович
Никола́й Ма́ркович Эмануэ́ль (18 сентября [1 октября] 1915, пос. Тим — 8 декабря 1984, Черноголовка) — советский физикохимик; являлся одним из ведущих в СССР специалистов в области кинетики и механизма химических реакций. Герой Социалистического Труда (1981), лауреат Ленинской премии (1958) и Государственной премии СССР (1983). Академик АН СССР (1966).

## Биография
Родился 1 октября (по старому стилю — 18 сентября) 1915 года в посёлке Тим Курской губернии (ныне Тимского района Курской области) в семье служащих: отец Марк Яковлевич Эмануэль (1886—1935) — агроном, выпускник Петровской сельскохозяйственной академии; мать Ольга Витальевна Дойникова — статистик.
Трудовую деятельность Эмануэль начал после окончания Ленинградской школы с химическим уклоном и фабзавуча. В 1931 году устроился препаратором лаборатории ионных и электронных преобразователей Ленинградского физико-технического института. Далее поступил учиться на физико-технический факультет Ленинградского политехнического института, где специализировался по кафедре химической физики, которой заведовал член-корреспондент АН СССР С. З. Рогинский. Окончил университет в 1938 г. Одновременно с учёбой работал лаборантом в Ленинградском физико-техническом институте в 1933 г. и химиком в Государственном институте высоких давлений с 1936 по 1937 гг.
В 1937 г. Эмануэль был приглашён в лабораторию цепных реакций Института химической физики АН СССР (ИХФ, Ленинград), её руководителем академиком Н. Н. Семёновым. Здесь под его руководством Эмануэль успешно выполнил дипломную работу. В 1938—1941 гг. Эмануэль — младший научный сотрудник, аспирант ИХФ.
Женился на Татьяне Евгеньевне Павловской, имел дочь.
Семёнов оказал очень большое влияние на формирование молодого учёного. Диссертационная работа Эмануэля была посвящена исследованию кинетики медленной цепной вырожденно-разветвлённой реакции окисления сероводорода.

Могила Эмануэля на Новодевичьем кладбище Москвы.

Однако, он не успел защитить диссертацию и в 1941 году был призван в Красную Армию в качестве военного техника 2-го ранга. Участвовал в боях на подступах к Ленинграду. В ноябре 1941 года был демобилизован для участия в научных работах по оборонной тематике и вернулся в институт, находившийся в эвакуации в Казани. В 1942 году защитил кандидатскую диссертацию.
В 1944 году Эмануэль продолжал работать в ИХФ, который переехал в Москву. Одновременно с этим Эмануэль с 1944 по 1984 — заведующий кафедрой химической кинетики в МГУ, с 1944 года — доцент, с 1950 г. — профессор. В 1949 защитил докторскую диссертацию, которая была посвящена окислению альдегидов в газовой фазе.
В 1958 избран членом-корреспондентом, а в 1966 — академиком АН СССР.
Умер 8 декабря 1984 года в посёлке Черноголовка Московской области. Похоронен на Новодевичьем кладбище в Москве (участок № 10).

## Вклад в науку[4][5][6][7][8][9]
Основные работы Эмануэля посвящены исследованию кинетики химических реакций и биологических процессов, старению и стабилизации полимеров. В частности, он:
- Нашёл (1953—1965) оригинальные пути использования реакций окисления углеводородов в нефтехимии[10].
- Предложил (1956) новый принцип перевода газофазных реакций окисления углеводородов на режимы низкотемпературного жидкофазного окисления, обеспечивающего большие выходы целевых продуктов[11].
- Разработал (1956—1957) научные основы окисления бутана при температурах и давлениях, близких к критическим, для производства уксусной кислоты, метилэтилкетона, этилацетата[10].
- Показал возможность использования сопряжённых цепных окислительных реакций для получения оксидов олефинов[10].
- Проводил (с 1967, совместно с А. Л. Бучаченко) исследования молекулярного разрушения и стабилизации полимеров, предложил методы тестирования эффективности стабилизаторов и количественные критерии стойкости полимеров к различным видам деструкции[12].
- Применил (1964—1970) кинетические методы в экспериментальной и клинической онкологии для количественного анализа эффективности лечения рака и оценки действия противоопухолевых препаратов[13][14].
- Открыл (1976—1978) явление интенсификации свободнорадикальных процессов в опухолях на начальных стадиях их развития[13].
- Предложил (1975—1979) ряд противоопухолевых препаратов, нашедших практическое применение[14].
- Изучил роль свободных радикалов при лучевом поражении и обнаружил (1976) защитное действие ингибиторов свободно-радикальных реакций[15].

Н. М. Эмануэль был избран иностранным членом Академии наук ГДР, Германской академии естествоиспытателей «Леопольдина» (ГДР), Шведской королевской академии наук, Польской академии наук, почётным членом Венгерской академии наук, Научного совета Национального центра научных исследований Кубы, Химического общества США, почётным доктором наук Упсальского (Швеция) и Сегедского (Венгрия) университетов.
Эмануэль создал крупную научную школу по кинетике химических и биологических процессов. Среди его учеников — члены Российской академии наук, около 50 докторов наук.

## Научно-организационная деятельность[1][5]
- Был академиком-секретарём Отделения общей и технической химии (с 1975) и членом Президиума АН СССР.
- Эмануэль был членом 10 редколлегий отечественных и четырёх международных журналов, главным редактором журнала «Успехи химии» (1971—1984).
- Был заместителем председателя правления Московского отделения Всесоюзного химического общества им. Д. И. Менделеева (1967—1975), членом Бюро и Исполкома Международного союза теоретической и прикладной химии (ИЮПАК, 1971—1979 гг.), председателем Национального комитета советских химиков (1971—1984).
- Эмануэль вёл большую работу по воспитанию и подготовке научных кадров. Написанный им учебник «Курс химической кинетики» (совместно с Д. Г. Кнорре; М.: Высш. шк., 1962) выдержал четыре издания и переведён на иностранные языки.
- С 1968 г. учёный возглавлял объединённый научно-методический совет по химии Министерства высшего и среднего специального образования (Минвуз) СССР и РСФСР. Он проделал большую работу по совершенствованию программ курсов химии, читаемых в системе Минвуза СССР.

## Награды[5][6]
- Эмануэль был удостоен Ленинской (1958) и Государственной премий СССР (1983).
- Указом Президиума Верховного Совета СССР от 11 декабря 1981 года за большие заслуги в развитие химической науки и подготовку научных кадров Эмануэлю Николаю Марковичу присвоено звание Героя Социалистического Труда с вручением ордена Ленина и Золотой медали «Серп и молот».
- Награждён орденами Ленина (1975, 1981), Трудового Красного Знамени (1965, 1971), «Знак Почёта» (1956) и медалями СССР.
- Также награждён иностранным орденом Мира и Дружбы (ВНР, 1975) и медалями «Китайско-Советская дружба» (КНР, 1960), «50 лет Коммунистической партии Чехословакии» (ЧССР, 1971).

## Основные труды
- Промежуточные продукты сложных газовых реакций. — М., Л.: Изд-во АН СССР, 1946.
- Цепные реакции. — М.: Знание, 1956.
- Торможение процессов окисления жиров. — М.: Пищепромиздат, 1961.
- Химическая кинетика. — М.: Знание, 1966.
- Химия будущего. — М.: ВИНИТИ, 1978.

## Память

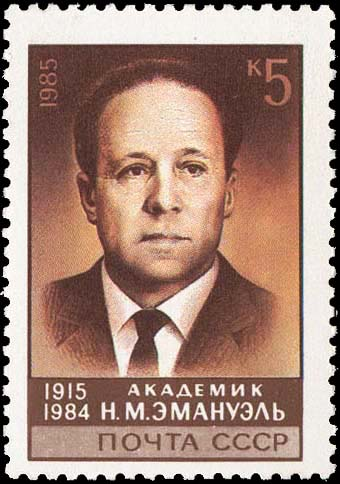
Почтовая марка СССР, 1985 год

- В 1985 году была выпущена почтовая марка СССР, посвящённая Н. М. Эмануэлю.
- Имя Эмануэля в 1995 году присвоено Институту биохимической физики Российской академии наук.
- На здании Института, а также на здании химического факультета МГУ ему установлены мемориальные доски.
- Учреждена медаль «Памяти академика Н. М. Эмануэля». В соответствии с Положением, эта медаль является научной наградой и присуждается за достижения в области физико-химической биологии, химической кинетики, биотехнологии и биохимической физики в знак высокой общественной оценки на основании конкурса. Начиная с 2007 г., ко дню рождения академика Н. М. Эмануэля (1 октября) медали ежегодно присуждаются двум российским и одному иностранному учёному и двум российским и одной иностранной организации, которые внесли значительный вклад в развитие научных исследований и добились значительных научных и практических результатов в области химической кинетики, физико-химической биологии, биотехнологии и биохимической физики.